# Gamasomorpha servula
Gamasomorpha servula là một loài nhện trong họ Oonopidae.
Loài này thuộc chi Gamasomorpha. Gamasomorpha servula được Eugène Simon miêu tả năm 1908.